# Abderaouf Zarabi
Pour les articles homonymes, voir Zarabi.
Abderaouf Zarabi né le 26 mars 1979 à Alger, est un footballeur international algérien. Il évoluait au poste de défenseur.
Il compte 22 sélections en équipe nationale entre 2003 et 2009.

## Biographie
Après un long passage au NA Hussein Dey, il part jouer en France à l'AC Ajaccio, alors en Ligue 1.
Il joue très peu lors des saisons 2003-2004 et 2004-2005. Ainsi, il est prêté en été 2005 au FC Gueugnon alors en Ligue 2, pour toute la saison 2005-2006.
Pendant cette année complète en prêt en 2e division, son club d'origine, l'AC Ajaccio chute, et descend à son tour en Ligue 2. Ainsi, Zarabi est rappelé pour la saison 2006-2007 en Corse. Mais au mercato d'hiver, son club se sépare de lui, et il signe alors au FC Gueugnon.
Il termine la saison avec ce club qu'il connaît bien, et démarre la nouvelle saison 2007-2008, mais il quitte encore le club au mercato d'hiver, et part cette fois ci en Écosse au Hibernian FC.
Il ne reste que six mois au Royaume-Uni, et rentre en France en juin, où il s'engage avec le Nîmes Olympique, tout juste promu en Ligue 2. Après une saison 2008-2009 périlleuse ou l'équipe n'obtiendra son maintien que lors de la dernière journée, la suivante sera plus rassurante puisque l'équipe terminera à la dixième place après avoir un temps été sur le podium.
En juin 2011, il quitte le club tout juste relégué en National.
Abderaouf Zarabi est international algérien avec vingt-deux sélections.
Son frère cadet, Kheireddine Zarabi, est également football professionnel ; il évolue au C.F._União dans le Championnat du Portugal.

## Palmarès
- Accession en Ligue 1 en 1998 et 2002 avec le NA Hussein Dey.